# Bundesfachschaftentagung der Sprachwissenschaften
Die Bundesfachschaftentagung (BuFaTa) der Sprachwissenschaften ist ein offenes Treffen für Studierende der Sprachwissenschaften, insbesondere deren Fachschaftsvertreter. Zur Teilnahme ist nicht die Mitgliedschaft in einer gewählten oder nicht gewählten Fachschaft als Vertretung der Studierenden eines Fachbereichs notwendig. Es sind ausdrücklich alle Studierenden der Sprachwissenschaften, insbesondere auch Teilnehmer der Studentischen Tagung Sprachwissenschaft, eingeladen, teilzunehmen.

## Bezug zur Studentischen Tagung Sprachwissenschaft
Es besteht fachgemäß eine enge Verbindung zwischen der Studentischen Tagung Sprachwissenschaft (StuTS) und der Bundesfachschaftentagung. Daher finden traditionell beide Veranstaltungen jedes Semester parallel an derselben Universität statt und werden vom selben Organisationskomitee geplant und durchgeführt. Obwohl sich die Bundesfachschaftentagung als Vertretung der sprachwissenschaftlichen Fachschaften Deutschlands sieht, sind auch Teilnehmer aus anderen Staaten willkommen. Dies soll die internationale Vernetzung und den Informationsaustausch über verschiedene Bildungs- und Wissenschaftssysteme fördern.

## Ziele
Die Bundesfachschaftentagung sieht sich ausdrücklich nicht vorrangig als Kommunikationsplattform. Stattdessen setzt sie sich zum Ziel, aktiv auf Veränderungen der Lehre, des Studiums oder der Forschung hinzuwirken. Die Diskussion im Plenum und die Arbeit in Arbeitskreisen sollen die grundlegenden Arbeitsstrukturen der Bundesfachschaftentagung sein, welche sich gegenseitig befruchten.